# Шаннагарика
Шаннагарика (санскр., дословно — «из шести городов», иначе — сандагирийя — «из дремучего леса») — одна из четырёх школ ватсипутрии, возникла около 150 н. э. Отличительной чертой учения Шаннагарики является утверждение 6 ступеней на пути к достижению стадии архатства (см. Архат). Шаннагарика имела единственный религиозный центр в районе Западной Индии. Просуществовала до 4 века н. э.